# 國家馬術中心 (里約熱內盧)
國家馬術中心（National Equestrian Center）是一個位於巴西里約熱內盧德奧多羅的馬術場地。此處曾舉辦2007年泛美運動會馬術比賽，並成為2016年夏季奧林匹克運動會馬術比賽和2016年夏季傷殘奧林匹克運動會馬術比賽的比賽地點。